# Senna lactea
Senna lactea är en ärtväxtart som först beskrevs av Wilhelm Vatke, och fick sitt nu gällande namn av Du Puy. Senna lactea ingår i släktet sennor, och familjen ärtväxter. Inga underarter finns listade i Catalogue of Life.